# Proconten

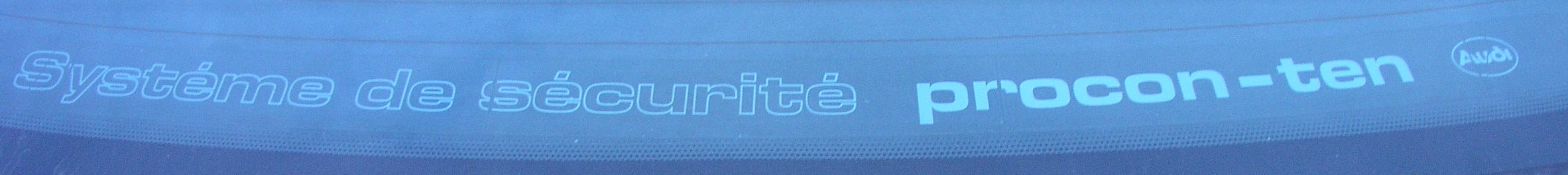
procon-ten

Proconten eller procon-ten var en säkerhetsanordning som lanserades av Audi under 1980-talet och användes i modellerna Audi 80, Audi 100 och Audi A6. 
Anordning bestod av stålvajrar som monterades i bilen och var fästa i motorn, rattstången och säkerhetsbältenas infästningar. Vid en frontalkollision som gjorde att motorn flyttades bakåt, spändes vajrarna och drog undan ratten från föraren samt spände säkerhetsbältena i framsätet. Det hela fungerade på ett enkelt sätt och var anpassat för bilar med längsplacerad motor. 
Under 1990-talet började airbags i ratt och instrumentbräda och pyrotekniska bältessträckare bli standard på allt fler bilmodeller, och Procon-Ten blev därmed överflödigt. Många bilar finns dock fortfarande i trafik med detta system. Det är inte helt klart huruvida det fungerar när bilen börjar bli gammal och rostangripen. Dessutom fungerar det enbart vid ganska kraftiga kollisioner och relativt sent i kollisionen, jämfört med system som har sensorer i bilens ytterkanter.